# ستيفن في. كارتر
ستيفن في. كارتر هو محامي وضابط وسياسي أمريكي، ولد في 8 أكتوبر 1915، وتوفي في 4 نوفمبر 1959 في بيثيسدا في الولايات المتحدة بسبب سرطان. نشط حزبياً في الحزب الديمقراطي. وقد انتخب عضو مجلس النواب الأمريكي ‏.